# Budibetta, Pavagada
Budibetta là một làng thuộc tehsil Pavagada, huyện Tumkur, bang Karnataka, Ấn Độ.